# Corps de cavalerie Sordet
Le corps de cavalerie (CC) du général Sordet est, au début de la Première guerre mondiale, l'une des grandes unités de l'armée française. Comme le corps de cavalerie Bridoux, puis le corps de cavalerie Buisson, qui lui succéderont, il est couramment désigné comme constituant le « premier » corps de cavalerie. C'est la conséquence de la création, le 1er septembre 1914, d'un autre corps, désigné comme 2e corps de cavalerie, placé sous le commandement du général Conneau et bientôt rattaché à la IIe armée du général de Curières de Castelnau.
Quant au Corps Sordet, initialement placé sous les ordres du général commandant en chef Joffre, il sera ensuite rattaché à la Ve armée du général Lanrezac, puis à la VIe armée du général Maunoury.
Il comportait trois divisions, renforcées par une brigade d'infanterie : la 1re commandée par le général Buisson, la 3e commandée par le général Dor de Lastours et la 5e commandée par le général Bridoux, cette dernière étant la seule dotée d'une escadrille d'aviation. De ces trois divisions sera tirée, à partir du 29 août et jusqu'au 7 septembre, une division provisoire, commandée par le général de Cornulier-Lucinière.
Le général Sordet conservera le commandement de ce corps de cavalerie jusqu'au 8 septembre 1914, date à laquelle il sera muté pour avoir opéré un repli le 7 septembre, et remplacé par le général Bridoux, qui en commandait jusqu'alors la 5e division. Son commandement, durant le premier mois du conflit, est marqué par la participation des armées françaises à la bataille de Belgique, puis la retraite sur Paris et enfin la bataille de l'Ourcq.

## Historique

### La bataille des frontières
L'Empire allemand déclare la guerre à la France le 3 août. La veille, ses troupes avaient pénétré au Luxembourg, et, le 4 août, elles pénètrent en Belgique. Le 5 août, le général Joffre prend le commandement en chef des armées françaises.
Le CC, dont les divisions s'étaient portées sur la rive droite de la Meuse, à l'est de Mézières, est d'abord autorisé à effectuer des reconnaissances en territoire belge, puis reçoit instruction de pénétrer, le 6 août, en Belgique et d'avancer vers l'est en direction de Neufchâteau. Cette progression va être réalisée le 7 août, jusqu'aux rivières Lesse et l'Homme, dont les passages vont ainsi pouvoir être tenus,.
Sur la foi de renseignements incertains, le général Sordet s'attend à une action de la cavalerie allemande vers Namur et Dinant et, se porte, le 8 août, vers le nord, à l'est de Dinant, pour s'y opposer. Faute d'adversaire, il décide de poursuivre sa route en direction de Liège, qui résiste depuis plusieurs jours à une forte attaque ennemie, mais, il ne peut y parvenir le jour même et doit rassembler ses troupes à l'est de Namur,
Le général Sordet exécute ainsi, certes, les ordres qui lui avaient été adressés le 7 août, mais il ne s'inscrit pas dans la stratégie nouvelle résultant des nouveaux ordres du général Joffre, du 8 août au matin : ceux-ci, qui ne lui sont pas parvenus,, lui donnaient en effet pour mission générale de se porter à la gauche de la Ve armée.
C'est donc dans l'ignorance de ces derniers ordres que le général Sordet décide de gagner, le 9 août, une position plus centrale, au sud de la Lesse,. Il y mène, le 10, une mission de découverte au cours de laquelle est reconnu un mouvement ennemi qui lui paraît justifier une action, mais qui ne se confirmera ni le 11, ni le 12, les allemands semblant s'être dérobés vers le nord-ouest,.
Le 14 août, la présence d'importantes forces de cavalerie allemande au nord de la Lesse ne laisse en tout cas plus d'autre choix que de passer sur la rive gauche de la Meuse,, ce qui est fait le 15 et permet au général Sordet de se conformer finalement aux ordres qui lui ont été renouvelés le 13 août.
Ayant ainsi rejoint, au sud de la Sambre, la Ve armée du général Lanrezac, sous les ordres duquel il est désormais placé, le CC se voit confier les missions d'en couvrir le flanc  gauche, d'effectuer des reconnaissances et de retarder les colonnes ennemies,. Il reçoit aussi l'ordre, le 16 août au soir, de rétablir la liaison avec l'armée belge, dont l'aile droite fait face à une masse importante de cavalerie ennemie,. Le 17 août, le général Sordet repasse au nord de la Sambre, comme il l'avait prévu, : ses reconnaissances ayant, seules, pris contact avec l'armée belge, il se voit rappeler l'urgence de sa mission de liaison,.
Les 18 et 19 août, le CC, qui doit opérer au nord de Namur, tente d'attaquer, mais se heurte à de fortes positions ennemies, et le général Sordet fait alors montre d'une prudence qui semble mal comprise par le haut commandement.
La mission du CC aurait dû se poursuivre le 20 août, mais le général Sordet, pour reposer ses troupes, obtient du commandement de la Ve armée de pouvoir se porter sur la rive droite de la Sambre, à l'ouest du canal de Charleroi,. Il est décidé qu'il y couvrira la gauche de la Ve armée et protégera la concentration britannique au nord et à l'ouest de Charleroi.

Le 21 août, alors que la Ve armée s'est fixé pour objectif d'agir contre le groupement ennemi du nord, accompagnée, à sa gauche, par les forces anglaises, l'ennemi attaque violemment Namur et atteint la Sambre où ses têtes de colonne entrent en contact avec les avant-postes français. Le CC subit aussi la pression ennemie : à l'ouest de Charleroi, sa 3e division est débordée et contrainte de se porter encore plus à l'ouest, et la 1re division, dès lors menacée sur son aile gauche, nécessite l'intervention de la Ve armée ; dans la soirée, le CC peut se replier vers Merbes-le-Château, entre Charleroi et Maubeuge, où il pourra encore garder certains ponts sur la rive sud de la Sambre.

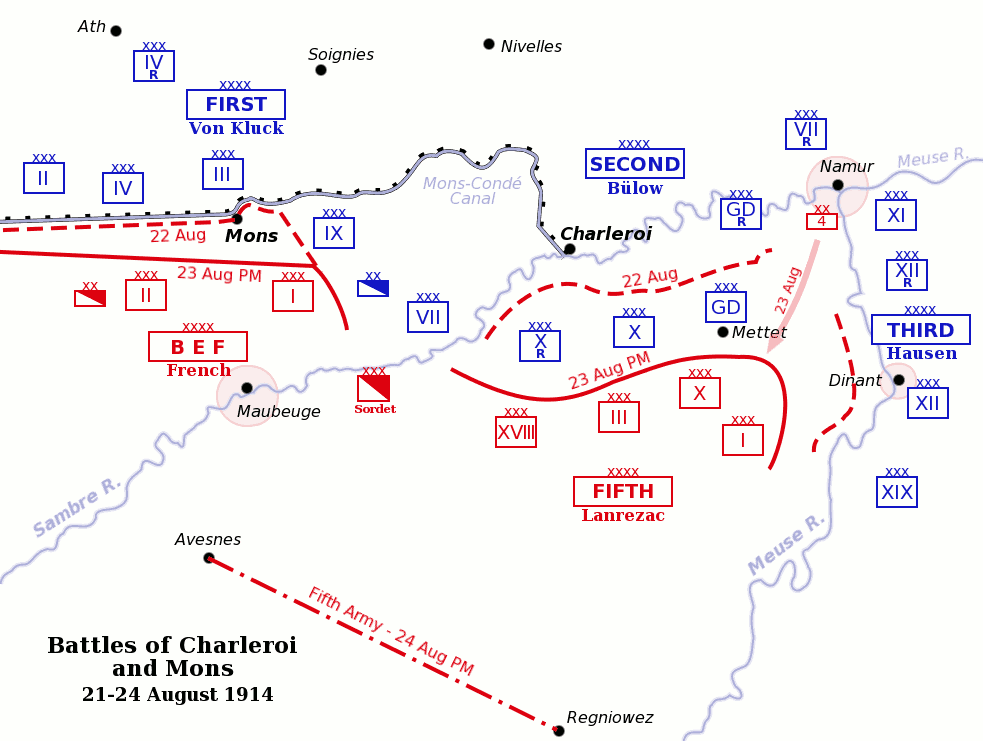
Lors de la bataille de Charleroi entre le Bef et la 5e Armée.

Le 22 août, le général Lanrezac, incomplètement renseigné sur la situation d'ensemble, demande à la Ve armée d'attendre l'ennemi sur ses positions de défense. Mais, les troupes allemandes franchissent la Sambre et mènent de violentes attaques contre son centre, provoquant le retrait de plusieurs unités, parmi lesquelles le CC, dont les 3e et 5e divisions se portent vers le sud, à la pointe extrême de la frontière franco-belge, cependant que la 1re division du général Buisson continue de garder les passages de la Sambre. Le haut commandement doit alors admettre que la fatigue des hommes et des chevaux ne lui permet plus de poursuivre sa mission de couverture de la Ve armée et qu'il devra se borner à assurer la liaison avec l'armée anglaise.
Le 23 août, la Ve armée ne parvient pas à repousser les attaques ennemies. La 1re division continue de tenir, une partie de la journée, les passages sur la Sambre, jusqu'à sa relève par une division de réserve,. Le CC ayant reçu l'ordre de passer à la gauche de l'armée anglaise,, l'ensemble du corps se replie dans l'après-midi en direction de Maubeuge,, cependant que les forces anglaises, qui ont d'abord maintenu leurs positions à l'ouest de la Sambre, vont, elles aussi, se replier dans la nuit.

### La retraite
Les attaques ennemies semblent dessiner une manœuvre d'enveloppement sur le flanc droit de la Ve armée, qui risquerait d'être prise à revers si elle tentait de se maintenir entre Sambre et Meuse. Le général Lanrezac lance donc un ordre de retraite générale pour le 24 août, avec l'objectif de prendre appui sur la place de Maubeuge. L'armée anglaise doit opérer le même mouvement.
Le CC, remis aux ordres directs du général Joffre, et maintenu dans sa mission de se tenir à gauche de l'armée anglaise,, reçoit l'ordre, le 24 août au soir, de renseigner sur la marche de l'aile droite ennemie et d'en retarder la progression,.
C'est ainsi qu'il se porte, le 25 août, à l'aile gauche de l'armée anglaise et livre, les 26, 27 et 28, de durs combats qui vont en protéger la retraite.
Notamment, le 26 août, le général Joffre demande au général Sordet d'intervenir énergiquement avec toutes ses forces disponibles, et les trois divisions, après avoir franchi l'Escaut, sont engagées contre des forces très supérieures, en particulier dans la région de Séranvillers où la 5e division du général Bridoux lance une attaque,. Ces efforts permettent à la gauche anglaise de se dégager et d'échapper à l'encerclement, suscitant les remerciements du maréchal French et faisant dire au général Smith Dorien, commandant le 2e CA anglais, dans son ordre du jour du 29 : « Si nos pertes ne furent pas plus élevées le 26, au cours de la retraite, cela fut dû, en grande partie, à l'appui qui nous fut donné par les troupes françaises et en particulier par le corps de cavalerie du général Sordet, opérant sur le flanc ouest des troupes britanniques, et nous devons en être reconnaissant à nos braves frères d'armes »,.
De même, le 27 août, le général Joffre ayant dit escompter « une coopération très effective du général Sordet, non seulement pour protéger les mouvements de l'armée anglaise, mais pour attaquer », une série d'engagements permettent au CC de ralentir la marche de l'ennemi : le général Bridoux mène, avec la 5e division, de violents combats au nord d'Epehy, cependant que, plus à l'ouest, les 1re et 3e divisions s'engagent contre d'autres colonnes allemandes,. Le maréchal French rendra hommage à l'appui que lui a ainsi apporté le général Sordet dans la journée du 27.
Enfin, le 28 août, le CC tente d'agir à l'est de la Somme, sans toutefois pouvoir se porter vers le nord, l'importance des forces ennemies interdisant toute action offensive : la 5e division se maintient donc en couverture du flanc gauche de l'armée anglaise, dont elle favorise la retraite en retardant l'ennemi, cependant que les 1re et 3e divisions retiennent l'infanterie allemande au sud de Péronne,. Dans l'après-midi, le général Sordet doit néanmoins donner un ordre de retraite et le CC abandonne la ligne de la Somme,.
La retraite de l'armée anglaise a en tout cas été protégée et le maréchal French pourra écrire à son gouvernement, le 9 septembre : « J'ai contracté une grande dette de reconnaissance à l'égard du général Sordet et des divisions qu'il commandait pour l'aide qu'il m'a apportée durant ma retraite ».
Le CC comporte désormais une nouvelle division. Le général Sordet a en effet décidé, le 29 août, de former une division provisoire constituée par le prélèvement d'une brigade sur chacune des trois autres divisions,. Placée sous le commandement du général de Cornulier-Lucinière, jusque là à la tête de la 5e brigade légère au sein de la 5e division, cette division provisoire devait permettre au général Maunoury de disposer d'une cavalerie qui couvre son flanc droit et assure la liaison avec l'armée anglaise, tout en ménageant le gros du corps.
Le général Joffre ordonne, le 1er septembre, la retraite vers Paris, dont le camp retranché doit être défendu par la VIe armée, à laquelle ces unités appartiennent désormais, même si le CC doit, à terme, passer sous les ordres directs du général Galliéni et la division provisoire sous le commandement du général de Lamaze, à la tête du groupe des 55e et 56e divisions de réserve.
Depuis le 31 août, le CC est autour de Beauvais et la division provisoire au nord de Pont-Sainte Maxence. Le CC devait stationner sur la rive droite de l'Oise, pour prendre le temps de se reconstituer, mais il passe finalement l'Oise pour se maintenir au nord de Soissons. Et c'est la division provisoire du général de Cornulier-Lucinière, qui, le 1er septembre, va continuer de protéger le repli de l'armée anglaise, en livrant un violent combat dans la région de Verberie, puis en défendant l'Oise vers Pont-Sainte-Maxence, avec pour objectif de retarder par tous les moyens la marche de l'ennemi,,.
Conformément aux propositions que le général Maunoury adresse au général Joffre, le 2 septembre, prévoyant que le CC prenne pied sur la ligne des hauteurs s'étendant au sud-ouest de Méru, celui-ci effectue ce repli sans incident. Quant à la division provisoire, d'abord chargée de couvrir l'aile droite de la VIe armée, elle restera en liaison avec l'armée anglaise, puis, après le repli de celle-ci à partir de Dammartin, couvrira le flanc droit de cette dernière position ; enfin, une fois relevée, elle couvrira le flanc droit de l'ensemble du dispositif de retraite.
L'ensemble du corps est remis, le 3 septembre, à la disposition du général Joffre, y compris, à partir du 4, la division provisoire, dont le général Sordet avait demandé qu'elle fût refondue dans le CC,, afin que ce dernier ne fût pas plus longtemps privé de ses meilleurs éléments.
Le 3 septembre, alors que le Gouvernement quitte Paris pour Bordeaux, le CC se replie au sud de la Seine,.
Mais, le 4 septembre, l'aile droite allemande ayant infléchi ses têtes de colonne vers le sud-est et ne menaçant plus directement Paris, le haut commandement va décider de reprendre l'offensive et ordonner à la VIe armée d'attaquer le 6 septembre au matin au nord de la Marne.

### La bataille de l'Ourcq
Le CC, remis aux ordres du général Maunoury, doit donc participer à l'action que celui-ci prévoit de mener, avec la Ve armée et l'armée anglaise, pour déboucher sur la rive gauche de l'Ourcq, au nord de Meaux, en vue de poursuivre en direction de Château-Thierry.
Il était initialement prévu qu'il se trouvât le 7 septembre dans la région de Longjumeau Brunoy, où la division provisoire devait le rejoindre en contournant Paris par l'est. Désormais, il est appelé à se porter à l'aile gauche de la VIe armée, dont il devra former, à l'est de Nanteuil-le-Haudouin, un échelon avancé : les 1re et 3e divisions des généraux Buisson et Dor de Lastours chercheront, dans la région de Nanteuil-le-Haudouin, à déborder l'extrême droite de l'ennemi et à venir canonner ses arrières, cependant que la 5e division du général Bridoux attaquera sur Etavigny, en liaison avec le 7e corps et soutenue par la 61e division. Quant à la division provisoire du général de Cornulier-Lucinière, qui avait choisi de privilégier les ordres du général Maunoury par rapport à ceux du général Sordet,, elle sera rappelée par le général de Lamaze pour soutenir son 5e groupe de divisions de réserve.
Dès le 5 septembre, la VIe armée avait entamé sa progression vers l'Ourcq, mais le 5e groupe de divisions de réserve s'était heurté à l'ennemi, qui lui avait opposé une vive résistance. La bataille ainsi engagée sur l'Ourcq se poursuit le 6 avec une reprise de l'offensive par ce groupe, désormais renforcé, entre sa droite et la Marne, par la division provisoire de cavalerie.
La VIe armée elle-même, loin de déboucher à l'est de l'Ourcq, comme prévu, échoue à atteindre celle-ci, même si l'effet de surprise sur la Ire armée allemande est certain. Pour autant, le général Maunoury, repassé sous les ordres directs du général Joffre, n'a pas renoncé à l'enveloppement de l'aile droite allemande. Il poursuit donc l'offensive le 7 septembre et surtout le 8, mais, alors que l'armée anglaise et la Ve armée progressent rapidement, la VIe armée doit faire face à la presque totalité de la Ire armée allemande et, menacée d'être elle-même débordée par le nord, va se trouver réduite à la défensive sans parvenir à franchir l'Ourcq.
Pour ces opérations, le CC est désormais en mesure de mener une action offensive à la gauche de la VIe armée : le 6 septembre, la 1re et la 3e divisions avaient fait mouvement par la route vers Gonessse et Aulnay-sous-Bois, cependant que la 5e division était transportée par fer vers Nanteuil-le-Haudouin,. Ayant précédé ses troupes, le général Bridoux avait d'ailleurs proposé une action immédiate des brigades débarquées, mais ni sa division, ni les 1re et 3e divisions ne recevront du général Sordet d'ordres à exécuter avant la matinée du 7. Quant à la division provisoire, qui va être refondue avec le CC, c'est le 7 septembre au soir qu'elle se mettra en route, à l'exception d'une brigade, pour prendre à Dammartin les ordres du général Sordet.
Le général Maunoury avait donc compté, pour la journée du 7 septembre, faire agir le CC sur le flanc et les arrières de l'ennemi, qui avait reporté le gros de ses troupes sur la rive est de l'Ourcq mais tenait encore la rive ouest. L'objectif était de chercher à envelopper les Allemands avec le CC en entier, ainsi qu'avec la 61e division de réserve d'infanterie de réserve du général Deprez, appuyant le 7e corps du général Vautier. La 5e division du général Bridoux devait ainsi précéder la 61e division et déjouer avec elle toute manœuvre débordante de l'ennemi au nord, cependant que les 1re et 3e divisions des généraux Buisson et Dor de Lastours devaient tenter de déborder l'extrême droite de l'ennemi et venir le canonner sur ses arrières.
Au matin, la 5e division, d'ailleurs scindée, coopère effectivement à l'offensive du 7e corps, mais, celui-ci n'ayant pu être rejoint par la 61e division, elle doit se replier à la mi-journée en attendant que cette dernière fasse mouvement. Elle devait alors reprendre l'offensive avec son appui, cependant que les 1re et 3e divisions, couvertes par elle, devaient tenter de prendre d'écharpe les batteries ennemies. Ce plan ne peut pourtant pas être appliqué.
Certes, une pointe est poussée par une brigade de la 5e division, la 7e brigade de dragons du colonel Emé de Marcieu, et des actions sont menées par les deux régiments de chasseurs du général de Cornulier-Lucinière, réintégré à la 5e division avec sa 5e brigade légère. Mais, le CC se trouve tout entier sous le feu de l'artillerie ennemie et doit refluer, ainsi que la 61e division, sur Nanteuil-le-Haudouin,. Le général Sordet a alors le projet de continuer le lendemain la poursuite ainsi « entamée ».
Pour ce 8 septembre, le général Maunoury, constatant que la VIe armée était bloquée sur tout son front, alors même que les allemands se repliaient par ailleurs et que la Ve armée progressait, avait d'abord prévu de « bousculer » la forte flanc-garde à laquelle ses troupes devaient faire face. Ainsi prescrivait-il encore, au soir du 7 septembre, de continuer les attaques le lendemain, donnant instruction au CC, dont il espérait qu'il avait atteint l'Ourcq, d'agir parallèlement à un franchissement de l'Ourcq par la 7e division d'infanterie, pour tomber plus au nord sur les arrières de l'ennemi. Mais, dans la nuit, informé du recul du CC et de la 61e division, il modifie ses ordres et prend la décision, vers 1 h du matin, de reconquérir immédiatement le terrain perdu, les troupes devant même remonter à cheval à réception de l'ordre, lequel sera effectivement exécuté vers 5h du matin. Toujours dans la nuit, le général en chef Joffre lui-même, dans un télégramme, prescrit aux Ve et VIe armées de reprendre l'offensive et précise que le corps de cavalerie doit tenter enfin la manœuvre qui s'impose et que l'on attend vainement de lui depuis deux jours : "prolonger l'action de la VIe armée en recherchant les flancs et les arrières de l'ennemi".
C'est dans cette situation tendue qu'au matin du 8  septembre, il remplace le général Sordet par le général Bridoux, jugé peut-être plus entreprenant au vu des violents combats des 26 et 27 août, du plan d'intervention immédiate proposé dès le 6 septembre au soir, ou de l'action énergique de deux de ses brigades durant la fâcheuse journée du 7 septembre. La nomination du général Bridoux est approuvée dans l'après-midi par le général Joffre.
Le général Sordet se défendra par la suite d'avoir opéré un repli : il a bien tenté, conformément à la mission qui lui avait été confiée, de déborder par le nord la position ennemie, mais le corps de cavalerie avait parcouru depuis la veille plus de 100 km, les cavaliers et les chevaux étaient à bout de force, les vivres étaient épuisés et le pays sans eau. C'est dans ces conditions dramatiques qu'il a pu décider, le 7 septembre à 9 heures du soir, de ramener ses divisions au nord de Nanteuil-le-Haudouin pour les ravitailler et faire boire les chevaux. Selon lui, le général Maunoury, informé dans la nuit de cette situation critique, n'en aurait pas pris la mesure : « mal renseigné sans doute, il attribue à une défaillance le repli nécessaire au corps de cavalerie, qui malgré son épuisement… a déjà pris part à la bataille pendant toute l'après-midi, et, à 1 heure du matin, il lui envoie l'ordre suivant :… monter à cheval immédiatement pour regagner le terrain perdu et remplir la mission donnée... ».
Il est vrai que la prudence du général Sordet, clairement assumée, semblait être alors devenue un grief récurrent, la décision de le limoger ayant même été « annoncée depuis longtemps autour du général en chef ». De fait, le général Joffre, dès le 20 août, lui avait fait rappeler qu'il était possible, lorsque le front n'est pas trop étendu, de tourner, sur leur aile, de fortes positions ennemies et ainsi d'en atteindre la cavalerie. Et, dans la journée du 8 septembre, le général Galliéni, ignorant que le général Sordet avait déjà perdu son commandement, prévenait à deux reprises  le général Joffre contre lui, d'une part par un message téléphoné faisant état de ce que la cavalerie paraissait « inagissante » à la gauche de l'infanterie, et, d'autre part, par une lettre personnelle ainsi libellée : « Notre manœuvre ne peut réussir que si l'on agit aussi vigoureusement que possible sur la gauche Maunoury sur les lignes de retraite des allemands. Il faudrait que Sordet, qui a tout son corps de cavalerie, décolle carrément sur Villers-Coterêts. Il me paraît un peu timide. Je vais le lui dire. Dites-le lui aussi ».

## Composition
1re division de Cavalerie (Région de Paris), commandée par le général Buisson
- 2e brigade de Cuirassiers (Paris), commandée par le général Louvat : 1er régiment de cuirassiers (Paris), commandé par le colonel Lasson, et 2e régiment de cuirassiers (Paris), commandé par le colonel Halna du Fretay
- 5e brigade de Dragons (Vincennes), commandée par le général Silvestre : 6e régiment de dragons (Vincennes), commandé par le colonel Champeaux, et 23e régiment de dragons (Vincennes), commandé par le colonel Féraud
- 11e brigade de Dragons (Versailles), commandée par le général Corvisard : 27e régiment de dragons (Versailles), commandé par le colonel Milliard, et 32e régiment de dragons (Versailles), commandé par le colonel de Boissieu
- Éléments organiques divisionnaires ; Infanterie : 1er groupe cycliste du 26e bataillon de chasseurs à pied (Vincennes, Pont à Mousson) ; Artillerie : 4e groupe (10e et 11e batteries à cheval) du 13e régiment d’artillerie de campagne (Vincennes) ; Génie : Sapeurs cyclistes du 1er régiment du génie

3e division de Cavalerie (6e Région) (Compiègne), commandée par le général Dor de Lastours
- 4e brigade de Cuirassiers (Douai), commandée par le colonel Gouzil : 4e régiment de cuirassiers (Valenciennes, Cambrai), commandé par le colonel Ritleng, et 9e régiment de cuirassiers (Douai), commandé par le colonel Vallée
- 13e brigade de Dragons (Compiègne), commandée par le général Léorat : 5e régiment de dragons (Compiègne), commandé par le colonel Dauvé, et 7e régiment de dragons (Fontainebleau), commandé par le colonel Violland
- 3e brigade de Cavalerie Légère (Meaux), commandé par le général de la Villestreux : 3e régiment de hussards (Senlis), commandé par le colonel Lyautey, et 8e régiment de hussards (Meaux), commandé par le colonel Delaine
- Éléments organiques divisionnaires : Infanterie : 3e groupe cycliste du 18e bataillon de chasseurs à pied (Amiens, Longuyon) ; Artillerie : 4e groupe (10e et 11e batteries à cheval) du 42e régiment d’artillerie de campagne (La Fère, Stenay) ; Génie : Sapeurs cyclistes du 3e régiment du génie

5e division de Cavalerie (6e Région) (Reims), commandée par le général Bridoux
- 33e brigade de Dragons (Reims), commandée par le général de Lallemand du Marais : 16e régiment de dragons (Reims), commandé par le colonel Cochin, et 22e régiment de dragons (Reims), commandé par le colonel Robillot
- 7e brigade de Dragons (Épernay), commandée par le colonel Emé de Marcieu : 9e régiment de dragons (Épernay), commandé par le colonel Claret, et 29e régiment de dragons (Provins), commandé par le colonel Luce de Trémont
- 5e brigade de Cavalerie Légère (Châlons-sur-Marne), commandée par le général de Cornulier-Lucinière : 5e régiment de chasseurs à cheval (Camp de Châlons, Châlons-sur-Marne), commandé par le colonel Hennocque, et 15e régiment de chasseurs à cheval (Châlons-sur-Marne), commandé par le colonel Delécluze
- Éléments organiques divisionnaires : Infanterie : 5e groupe cycliste du 29e bataillon de chasseurs à pied (Épernay, Saint-Mihiel) ; Artillerie : 4e groupe (10e et 11e batteries à cheval) du 61e régiment d’artillerie de campagne (Verdun) ; Génie : Sapeurs cyclistes du 9e régiment du génie ; Aéronautique : Escadrille BLC 5[148]

Infanterie de soutien : 45e régiment d'infanterie de Laon, détaché de la 8e brigade d'infanterie qu'il perd le 16 août,.